# Pes sinàptic

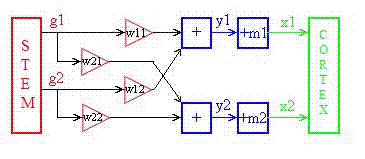
Una xarxa neuronal que executa l'algorisme d'adaptació gaussià (com a model d'evolució fenotípica així com una evolució dels patrons de senyal al cervell). L'algorisme obeeix la regla d'Hebbian de l'aprenentatge associatiu.

En neurociència i informàtica, el pes sinàptic es refereix a la força o amplitud d'una connexió entre dos nodes, que correspon en biologia a la quantitat d'influència que té el disparament d'una neurona sobre una altra. El terme s'utilitza normalment en la investigació de xarxes neuronals artificials i biològiques.

## Càlcul
En una xarxa neuronal computacional, un vector o conjunt d'entrades {\displaystyle {\textbf {x}}} i sortides {\displaystyle {\textbf {y}}}, o les neurones pre- i post-sinàptiques respectivament, estan interconnectades amb els pesos sinàptics representats per la matriu {\displaystyle w}, on per a una neurona lineal
{\displaystyle y_{j}=\sum _{i}w_{ij}x_{i}~~{\textrm {or}}~~{\textbf {y}}=w{\textbf {x}}}
on les files de la matriu sinàptica representen el vector de pesos sinàptics per a la sortida indexada per {\displaystyle j} .
El pes sinàptic es canvia mitjançant l'ús d'una regla d'aprenentatge, la més bàsica de les quals és la regla de Hebb, que normalment s'indica en termes biològics com
Les neurones que s'encenen juntes, es connecten juntes.
Computacionalment, això vol dir que si un gran senyal d'una de les neurones d'entrada dona lloc a un gran senyal d'una de les neurones de sortida, el pes sinàptic entre aquestes dues neurones augmentarà. La regla és inestable, però, i normalment es modifica utilitzant variacions com la regla d'Oja, les funcions de base radial o l'algorisme de retropropagació.

## Biologia
Per a les xarxes biològiques, l'efecte dels pesos sinàptics no és tan simple com per a les neurones lineals o l'aprenentatge hebbian. Tanmateix, models biofísics com la teoria BCM han tingut cert èxit en la descripció matemàtica d'aquestes xarxes.
En el sistema nerviós central dels mamífers, la transmissió del senyal es realitza mitjançant xarxes interconnectades de cèl·lules nervioses o neurones. Per a la neurona piramidal bàsica, el senyal d'entrada és transportat per l'axó, que allibera substàncies químiques del neurotransmissor a la sinapsi que són recollides per les dendrites de la neurona següent, que pot generar un potencial d'acció anàleg al senyal de sortida de la neurona. cas computacional.
El pes sinàptic en aquest procés està determinat per diversos factors variables:
- Com es propaga el senyal d'entrada a través de l'axó (vegeu mielinització),
- La quantitat de neurotransmissor alliberat a la sinapsi i la quantitat que es pot absorbir a la cèl·lula següent (determinada pel nombre de receptors AMPA i NMDA a la membrana cel·lular i la quantitat de calci intracel·lular i altres ions),
- El nombre d'aquestes connexions realitzades per l'axó amb les dendrites,
- Com es propaga i s'integra el senyal a la cèl·lula postsinàptica.

Els canvis en el pes sinàptic que es produeixen es coneixen com a plasticitat sinàptica, i el procés que hi ha darrere dels canvis a llarg termini (potenciació a llarg termini i depressió) encara és poc conegut. La regla d'aprenentatge original de Hebb es va aplicar originalment als sistemes biològics, però ha hagut de patir moltes modificacions a mesura que van sortir a la llum una sèrie de problemes teòrics i experimentals.